# Festividad de las Cuarenta Horas

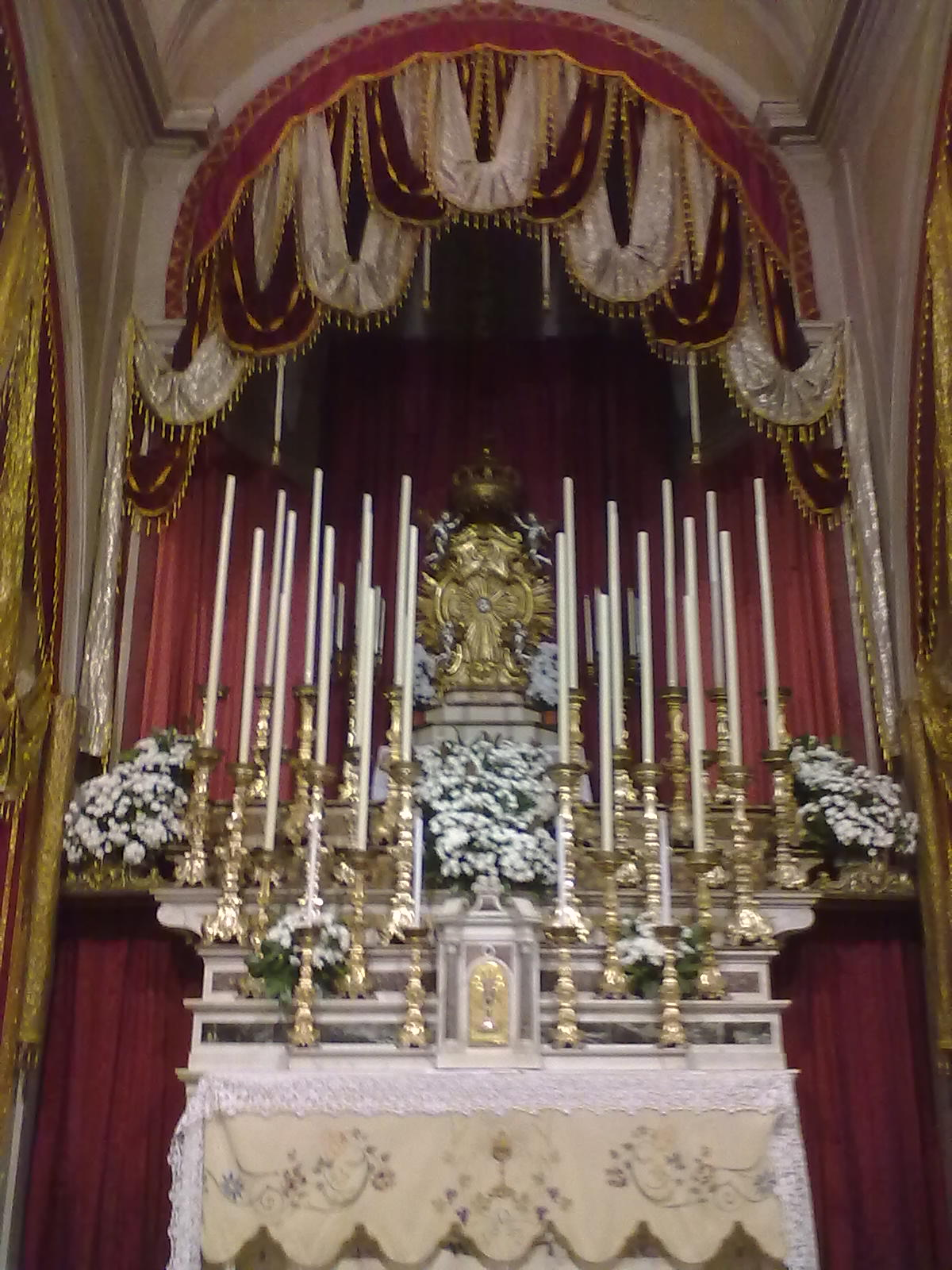
Pieve di San Giovanni, Altar de las 40 horas.

Las Cuarenta Horas (denominada también Festividad de las Cuarenta Horas) es una celebración litúrgica extendida en especial desde el siglo XVII.  
Era muy popular en Zamora, donde, por regla general, tenía como escenario la iglesia de San Juan de Puerta Nueva siendo su componente musicológico muy importante. Inicialmente la festividad comenzaba el Viernes Santo y recreaba las cuarenta horas que Jesucristo estuvo muerto en el Santo Sepulcro, pero en Zamora esta festividad se adelantaba a los tres días de las carnestolendas.

## Características
Consiste en adorar al Santísimo Sacramento ininterrumpidamente durante un periodo de cuarenta horas. En este tiempo se recuerda y se recrean los eventos, que desde la deposición de la Cruz, permanece el cuerpo inerte de Jesucristo en el Santo Sepulcro hasta que resucita. Era por lo tanto un periodo de velo. Así, la celebración comenzaba el Viernes Santo. 
Era un culto de relativa popularidad en el siglo XVII, aunque era habitual ya antes; se conocen ejemplos en otras ciudades de la cristiandad en el siglo XII. La costumbre se hace popular en 1527 donde la celebración se hace célebre en la Catedral de Milán y se extiende en toda Italia. En Roma se celebraba de forma rotativa en lo que se denominaba la "Hora Sagrada" y esta tradición llegó a Madrid.
La celebración en España, en especial en Zamora, contaba con la música y los compositores más destacados de la época. Entre los compositores y poetas son conocidos los casos de Sebastián Durón y Luis de Sandoval y Mallas. Los sermones y las letras de los villancicos se pasaban de unas congregaciones a otras, buscando la novedad cada año.
Se conoce el desarrollo de la Festividad de las Quarenta Horas por la descripción que hicieron en su obra de 1789 los autores Álvarez Prieto y Agustín Castrillón.

## Historia
El culto de rezo durante el periodo que va desde la deposición del Cuerpo de Cristo hasta su Resurrección era habitual en los templos cristianos, se tiene noticias de este velatorio desde el siglo XII, siendo popular en Italia desde el siglo XVI. Varios pontífices hicieron escritos normando la forma de los rezos. Si bien se comenzó rezando las cuarenta horas en algunas ciudades italianas como Roma y Milán el rezo se acortó a una hora ("Hora Sagrada") con el objeto de poder gestionar los servicios de la ciudad. Esta Hora Sagrada se realizaba coordinado en los diferentes templos de las ciudades. En España llegó el culto de esta tradición litúrgica y se sabe que en Madrid era popular y es de esperar que en otros pueblos de la península ibérica, pero su afianzamiento popular se hizo en la ciudad de Zamora. 
El patrón por el que se asentó en diversas ciudades no es homogéneo. Se realizaban en estos tres días obras de teatro, música, misas cantadas, corridas de toros (toros de las cuarenta horas), fuegos artificiales, etc. 
En la segunda mitad del XVIII se suprimen por orden del rey Carlos III.

### Festividad en Zamora
La introducción de la Festividad de las Cuarenta Horas en Zamora durante los tres días del Carnaval fue llevada a cabo por los jesuitas en 1650. Anteriormente habían instaurado la fiesta en la ciudad italiana de Macerata, como acción de desagravio, debido a los desmanes que se producían durante el periodo de Carnaval italiano. El Papa Benedicto XIV escribe a los obispos mencionando el descontrol público existente esos días previos a la Semana Santa. Las autoridades pontificias y los órganos públicos como el Consistorio tomaron la responsabilidad de esta festividad. Ambos cabildos subvencionaban la fiesta a medias. La celebración tenía como escenario la iglesia de San Juan de Puerta Nueva (cercana al Ayuntamiento). La festividad comenzaba con toques de reloj que se encontraba en el edificio del ayuntamiento. Los eventos musicales se reducían a instantes de descanso entre rezos o eventos diversos, estos momentos se denominaban "siestas" y se cantaban variados villancicos a modo de pequeñas composiciones musicales.

### Festividad en América
Los Jesuitas fueron igualmente los responsables de transmitir la costumbre a las tierras del Nuevo Mundo, siendo México uno de los primeros lugares donde se instauró.